# Idiocera bradleyi
Idiocera bradleyi är en tvåvingeart som först beskrevs av Edwards 1939.  Idiocera bradleyi ingår i släktet Idiocera och familjen småharkrankar. Inga underarter finns listade i Catalogue of Life.